# Инкубатор (неонатални)
Инкубатор (или неонатални изолатор) затворени је медицински уређај, који репродукује услове сличне онима из интраутериног живота. Намењен је за смештај недоношчади или новорођенчади са малом порођајном телесном тежином, којима обезбеђује одговарајући степен оксигенације, температуру, влажност ваздуха, исхрану, лечења и праћења све док новорођенчад не буду у стању да самостално преживе под нормалним условима. животне средине.

## Историја
Први уређаји овог типа дизајниран је у Француској у другој половини 19. века, и под називом били су намењени за одржавање термичке стабилности беба са малом порођајном тежином и лечење болесне новорођенчади, како би се побољшавала њихова шанса за преживљавање. Први познати инкубатор, који је развијен у Царској истраживачкој болници у Санкт Петербургу, изградио  је непознати мајстор под управом Фон Руела, лекара царице Феодоровне, супруге цара Павла I. До 1850. године око 40 ових модела инкубатора коришћено је у Московској болници за истраживања.
Употреба инкубатора на глобалном нивоу проширила се почев  од 1898. године прво у Сједињеним Америчким Државама, у којима је професор акушерства Џозеф Б. ДеЛи први дизајнирао и имплементира одељења са инкубаторима у Чикагу.
Од тада је постигнут велики напредак захваљујући доступности нових материјала и све напреднијих технологија које се дана  примењују у медицинском сектору.

## Намена и време боравка
Оптимизација термалног окружења показала се значајном за побољшање шанси за преживљавање мале бебе и зато сеинкубатор користи  код превремених порођаја или код неких болесних доношених беба, којима је потребно  обезбедити одговарајуће топлотно окружење или за другу одојчад која нису у стању да одржи нормалну телесну температуру и друге виталне параметре.
Новорођенчади која имају мању телесну тежину у време рођења (мање од 2.500 грама) или која су рођена пре термина, односно пре 38 недеља гестације, генерално требају инкубатор. У овим случајевима је одржавање сталне температуре један од најважнијих фактора јер због оскудне количине масног ткива и повећане дисперзије топлоте новорођенчад која припадају овим категоријама не могу да преживе ако се не држе у контролисаној термалној средини.
Други важан фактор је влажност ваздуха, која се мора довести на такве вредности (углавном 80-90%) и тиме се ограничи дехидрација детета. 
Оксигенација је још један битан фактор за преживљавање превремено рођених беба. Њихов респираторни систем можда није довољно зрео да омогући аутономно дисање на атмосферсаком ваздуху и стога захтева увођење каниле у трахеју која омогућава континуирано проветравање респираторног тракта.
У већини случајева, исхрана се даје директно у вену, посебно ако пробавни систем новорођенчета још није савршено зрео. У случају да бебин систем за варење већ функционише, али још није у стању да гута или сише, уместо њега се уводи мала назогастрична сонда кроз коју се може давати и мајчино млеко како би се навикло на нормалну храну.
Период боравка детета у инкубатору варира од случаја до случаја. У случају одојчади са недостатком тежине, период се завршава када дете достигне одговарајућу тежину; у случају недоношчади, потребно је проверити зрелост респираторног и дигестивног система пре него што се може одложити. Након тога, новорођенчад се може ставити у термо колевку и у сваком случају хранити и пратити још неколико дана, како би се постепено прилагодила спољашњој средини.

## Врсте инкубатора
Према намени инкубатор може бити стационарни и преносни. Да би се здравственим радницима омогућило да боље надгледају превремено рођену децу, стационарни инкубатори дизајнирани за јединице интензивне неге, које омогућавају да се изврши већина тестова (тестови крви, ултразвук, тестови вида и слуха, могући ЦТ и рендгенски снимци) без потребе да се помера новорођенче. У случају да је потребно путовање на велику удаљеност, постоје инкубатори погодни за премештање из једне болнице у другу и који се могу сместити у амбулантна возила, бродове или хеликоптере.

### Стационарни инкубатор
Стационарни инкубатор за бебе је релативно мала кутија са стакленим провидним зидовима која може имати отворе опремљене дугим гуменим рукавицама преко којих медицинска сестре или лекар може да брине о беби, уз минимизирање ризика од инфекције приликом приступа беби.
Инкубатор може да задовољи широк опсег клиничких захтева и користи се у два режима рада - као инкубатор и топли креветац (што даје велику предност инкубатору), а ниво буке сведен је на најмању могућу меру, како би тихо окружење смањио стрес код бебе. 
Већина инкубатора за бебе опремљена је посебним уређајима који се користи за процену и лечење болесних новорођенчади. Они укључују:
- Оксигенатор: који преко контролног вентила  у ваздух инкубатора може да испоручи додатни кисеоник.
- Мерач крвног притиска: који је повезана са малом манжетном која је омотана око руке или ноге бебе. Ова манжетна аутоматски мери крвни притисак и приказује податке неопходне за праћење виталних параметара од стране здравствених радника.
- Капуљачу за кисеоник: прозирна је навлака која се поставља преко бебине главе и омогућава суплементацију медицинским кисеоником
- Транспортни инкубатор који се користи за неонаталну интензивну терапију и заштићени трансфер (обратите пажњу на бројно присуство инфузионих шприц пумпи, која је од суштинске помоћи у неонаталној интензивној нези).Систем за континуирани позитивним притиска  у дисајним путевима или механички вентилатор. Вентилатор преузима улогу плућа и побољшала плућну функцију и циркулацију бебе. Користи се за бебе које још увек могу спонтано да дишу, али им је потребна респираторна подршка.
- Серво контролер температуре коже бебе.[10]
- Серво контролер температуре ваздуха са грејачима у 10 нивоа, чији је  грејни елемент у резервоар стерилне, дестиловане воде. Температура воде у резервоару се креће од 52° до 58 °C, што је бактерицидно за већину микроорганизама који се размножавају на температурама од 20 до 45 °C (већина људских патогена).[10]
- Серво контролер релативне влажности ваздуха који се може  подесити на утврђену релативну влажност између 70% и 80%, што је оптимално да би се избегао прекомерни  губитак воде и поремећаји електролита који често доживљавају превремено рођена новорођенчад са екстремно малом порођајном тежином у првој недељи живота када се инкубира у сувој средини.[10]
- Серво контролер за праћење концентрације кисеоника SpО2 и праћење пулса
- Систем за мерење тежине бебе
- Систем двоструког закључавања на командном панелу што спречава да беба случајно испадне из инкубатора.
- Рендгенску касету која се може извући са било које стране инкубатора без отварања приступног панела.

### Преносни инкубатор
Преносни инкубатор је инкубатор у транспортном облику који се користи када се болесна или превремено рођена беба премешта, из једне болнице у другу, или у већу медицинску установу са одговарајућом јединицом интензивне неге новорођенчад.
Преносни инкубатор обично има минијатурни вентилатор, кардио-респираторни монитор, интравенску пумпу, пулсни оксиметар и довод кисеоника уграђен у кућиште инкубатора. 
Осим што су отпорнији на ударце и лакши од стационарних инкубатора, преносни инкубатори обезбеђују исправан рад током транспорта, уз помоћ батерија и пуњача.

## Проблеми
Недостатак одржавања инкубатора  може довести до  тога да  инкубатор има  висок ниво амбијенталне буке који потиче од неисправних или неусклађених вентилатора који циркулишу ваздух, што може изазвати оштечење слуха код бебе.
Неисправне браве на вратима инкубатора може омогућити беби да испузи из инкубатора и падне на под.
Старији инкубатори су користили сензоре температуре засноване на живи и често су се кварили, излажући бебу опасним живиним испарењима ( Диро, 1981.). Код употребе ових термометара није било неуобичајено да се накупи  жива из поломљених термометара и живиних прекидача на поду грејне коморе инкубатора директно испод душека за бебе.
Светлосно окружење или  амбијентално осветљење у икубатоору може да изазове последице по визуелне путева или изазове ретинопатију недоношчади (РН), док прекомерно излагање непрекидном осветљењу може негативно утицати на обрасце активности у мировању новорођенчета.
Како душеци у инкубатору представљају примарни резервоар за патогене неопходно је да  се преиспитао дизајн инкубатора и концепција душека, као и да се поново процени састав употребљених материјала.